# Żbiki-Gawronki
Żbiki-Gawronki – wieś w Polsce położona w województwie mazowieckim, w powiecie przasnyskim, w gminie Krasne. Ma status sołectwa.
W skład sołectwa Żbiki-Gawronki wchodzą także Żbiki-Antosy i Żbiki-Starki.
| SIMC    | Nazwa        | Rodzaj    |
| ------- | ------------ | --------- |
| 0117630 | Żbiki-Antosy | część wsi |
| 0117647 | Żbiki-Starki | część wsi |

Wierni Kościoła rzymskokatolickiego należą do parafii św. Mateusza w Zielonej.
W latach 1975–1998 miejscowość administracyjnie należała do województwa ciechanowskiego.